# Mike He
Mike He 賀軍翔 (He Jun Xiang) (né le 28 décembre 1983 à Taïwan) est un acteur et mannequin taïwanais. Sa carrière d'acteur se lance après ses rôles dans des séries télévisées taïwanaises comme Devil Beside You et Why Why Love avec Rainie Yang et Kingone Wang.

## Biographie
Mike He a commencé sa carrière en tant que mannequin. Il est très vite devenu populaire grâce à son physique. Il est rapidement demandé pour tourner dans des clips vidéo (entre autres de la diva taïwanaise Elva Hsiao et aussi Valen Hsu) avant d'accepter un rôle dans le drame Seventh Grade en 2003, où il tient le rôle principal aux côtés d'Ariel Lin.
Ce drama lance sa carrière d'acteur. En 2004, Mike et Ariel Lin collaborent encore pour une autre série télévisée taïwanaise, Love Contract. Ils font aussi des apparitions dans d'autres drames. C'est en 2005 qu'il rencontre le succès : le rôle de A meng dans Devil Beside You propulse Mike au sommet des célébrités taïwanaises. Devil Beside You fut la série télévisée la plus populaire de l'année. Mike continue de tourner dans des séries télévisées, notamment Express Boy (2005), Marry Me (2006), Why Why Love (2007) avec Rainie Yang et plus récemment Bull Fighting (2007) avec la chanteuse Hebe Tien de S.H.E. Il occupe le plus souvent le rôle principal grâce à sa popularité. 
De plus, Mike s'attaque au marché japonais en faisant une apparition dans le drame Yukan Club, dans lequel joue les célèbres Akanishi Jin et Taguchi Junnosuke des KAT-TUN. En parallèle, il continue à tourner de nombreux clips (dont ceux d'Ariel Lin, Anson Hu, Rainie Yang…) et continue de poursuivre sa carrière de mannequin.
Mike He est aujourd'hui devenu un artiste extrêmement populaire et figure largement parmi le sommet des « beaux gosses » taïwanais.

## Filmographie
- 2003
  - Seventh Grade 七年級生
  - Say Yes Enterprise (Story 4 : The Graduate) 求婚事務所第四單元: 畢業生
- 2004
  - Love Contract 愛情合約
  - I Love My Wife (épisode 14) 安室愛美惠
- 2005
  - Adorable Démon 惡魔在身邊 (A Meng)
  - Express Boy 惡男宅急電
- 2006
  - Marry Me ! 我們結婚吧 !
- 2007
  - Why Why Love 換換愛
  - Yukan Club (épisode 7) 有閑倶楽部
  - Bull Fighting 鬥牛, 要不要
- 2009
  - Infernal Lover  无间有爱 (無間有愛)
  - Calling Big Star  呼叫大明星
- 2010
  - Time Warriors : La Révolte des mutants
  - Calling For Love
  - Infernal Lover
- 2011
  - Sunny Hapiness
  - Love Keeps Going

- 2012
  - Bad girls

- 2013
  - Spring Love (美人龍湯)
- 2014
  - Yonggan shuo chu wo ai ni (勇敢說出我愛你)